# Kiyotaka Kawasaki
Kiyotaka Kawasaki (川崎 清貴, Kawasaki Kiyotaka, né le 11 juillet 1950) est un athlète japonais, spécialiste du lancer du disque.

## Biographie
Il remporte la médaille d'or du lancer du disque lors des championnats d'Asie 1979, à Tokyo, avec la marque de 55,34 m. 
Il détient le record du Japon du lancer du disque pendant 38 ans, avec la marque de 60,22 m, établie le 22 avril 1979 à Shizuoka.

### Palmarès
| Date | Compétition         | Lieu    | Résultat | Épreuve          | Performance |
| ---- | ------------------- | ------- | -------- | ---------------- | ----------- |
| 1975 | Championnats d'Asie | Séoul   | 3e       | Lancer du disque | 50,44 m     |
| 1978 | Jeux asiatiques     | Bangkok | 3e       | Lancer du disque | 53,32 m     |
| 1979 | Championnats d'Asie | Tokyo   | 1er      | Lancer du disque | 55,34 m     |

### Records
| Épreuve          | Performance | Lieu     | Date          |
| ---------------- | ----------- | -------- | ------------- |
| Lancer du disque | 60,22 m     | Shizuoka | 22 avril 1979 |